# The Unforgettable Fire
The Unforgettable Fire este al patrulea album de studio al formației rock irlandeze U2, lansat în 1984. Mult mai ambiental și abstract decât albumul War, el a reprezentat prima schimbare clară de direcție a formației, cu versuri pe care Bono le-a descris ca „schițe”. Albumul conține omagii aduse lui Martin Luther King Jr. și lui Elvis Presley. The Unforgettable Fire a produs cel mai mare hit de la acea vreme al formației, „Pride (In the Name of Love)”, și melodia „Bad”, un cântec despre dependența de heroină, cântec interpretat adesea în concerte. Albumul a fost prima colaborare a grupului cu Brian Eno și Daniel Lanois.